# 인천연구원
인천연구원(The Incheon Institute)은 인천광역시가 능동적으로 자치행정을 수행할 수 있도록 지원하고, 거대도시화에 따른 도시문제를 효율적으로 해결하기 위하여 시정 전반에 관한 각종 현안 과제를 현실적이고 체계적으로 연구, 조사, 분석하여 다양한 정책 대안을 제시하기 위해 설립된 기관이다. 인천광역시 서구 심곡로 98에 위치하고 있다. 

## 설치 근거
- 지방자치단체출연 연구원의 설립 및 운영에 관한 법률 (약칭: 지방연구원법)
- 인천연구원 설립과 운영에 관한 조례

## 사업
- 시정발전에 관한 중·장기개발계획과 주요현안사항에 대한 조사·연구
- 지방행정제도개선, 지방재정확충과 주요정책과제에 대한 조사·연구
- 행정기관·정부투자기관과 민간단체 등으로부터의 각종 연구용역의 수탁
- 지역의 각종 경제와 사회지표의 수립
- 지방행정에 관련된 각종 국내외 정보·자료의 수집, 관리와 출판· 배포
- 국내외 연구기관과의 교류·협력과 국제연구분야 비교검토
- 「국가균형발전특별법시행령」 제32조제5항 관련 기능과 지역혁신발전 5개년계획의 수정·보완과 평가·분석 기능 수행
- 기타 연구원의 목적달성을 위하여 필요한 사업
- 위 사업에 부대하는 사업

## 연혁
- 1995년 4월 12일: 『인천광역시 21세기 연구센터』 설립 및 운영조례 제정
- 1995년 6월 8일: 설립발기인 총회
- 1995년 8월 3일: 법인설립 인가
- 1995년 8월 18일: 법인설립 등기
- 1996년 3월 20일: 초대 김학준 원장 취임
- 1996년 4월 23일: 인천21세기연구센터 개원(연수구 연수동)
- 1996년 12월 17일: 제2대 김인철 원장 취임
- 1997년 1월 17일: 인천발전연구원으로 개칭
- 1997년 3월 5일: 청사 이전 [연수구 연수동] → [서구 심곡동]
- 1997년 12월 5일: 제3대 이철규 원장 취임
- 1998년 6월 17일: 제4대 원장 취임
- 1999년 3월 23일: 일본 기타큐슈도시협회와 우호교류 협정 체결
- 2000년 1월 18일: 제5대 홍철 원장 취임
- 2000년 8월 4일: 제6대 이인석 원장 취임
- 2002년 12월 27일: 산업연구원과 연구협력 협약 체결
- 2003년 4월 28일: 청사 이전 [서구 심곡동] → [연수구 동춘동]
- 2003년 8월 4일: 제7대 원장 취임
- 2003년 11월 4일: 중국 다롄경제연구중심과 우호 교류 협정 체결
- 2003년 11월 7일: 중국 칭다오사회과학원과의 우호 교류 협정 체결
- 2004년 5월 3일: 인천상공회의소와 업무 협약 체결
- 2004년 11월 25일: 중국 톈진사회과학원과 학술교류 및 연구협력 협정 체결
- 2005년 4월 6일: 청사 이전 [연수구 동춘동] → [서구 심곡동]
- 2005년 7월 8일: 중국 다롄발전연구중심과 공동사업추진에 관한 협정 체결
- 2005년 7월 15일: 제8대 김창섭 원장 취임
- 2006년 6월 1일: 한국건설교통기술평가원과 연구교류 협정 체결
- 2006년 8월 30일: 한국토지공사 국토도시연구원과 업무 협약 체결
- 2006년 11월 6일: 중국 산둥사회과학원과 학술교류 및 연구협력 협정 체결
- 2006년 11월 9일: 일본 기타큐슈시립대학과 학술교류 및 연구협력 협정 체결
- 2006년 12월 15일: 대한주택공사 주택도시연구원과 교육 및 연구개발 등에 관한 협정 체결
- 2007년 4월 9일: 중국 산둥성 동아연구소와 학술교류 및 연구협력 협정 체결
- 2008년 7월 15일: 제9대 어윤덕 원장 취임
- 2009년 4월 20일: 인하대학교와 학연 교류 협정 체결
- 2009년 6월 29일: 호주 시드니공과대학교와 협력 및 교류 양해각서 체결
- 2009년 7월 20일: 중국 선전 종합개발연구원과 연구교류 및 협력 협정 체결
- 2009년 12월 4일: 베트남 호치민개발연구원과 연구교류 및 협력 협정 체결
- 2010년 1월 18일: 제10대 홍종일 원장 취임
- 2010년 4월 6일: 인천국제교류센터, 인천도시개발공사, 인천경제통상진흥원, 인천문화재단, 송도테크노파크 등과 업무 협력 및 교류협정 체결
- 2010년 4월 21일: 제11대 이창구 원장 취임
- 2010년 10월 4일: 네덜란드 에라스무스대학교 유럽비교도시연구소와 학술 및 연구교류 양해각서 체결
- 2010년 11월 23일: 한국해양수산개발원과 연구교류 및 협력 협약 체결
- 2010년 12월 24일: 제12대 김민배 원장 취임
- 2011년 4월 13일: 한국교통연구원과 연구교류 및 협력 협약 체결
- 2011년 5월 17일: 인천메트로와 교류협력 업무협약 체결
- 2011년 6월 1일: 국토연구원과 업무협력 협정 체결
- 2011년 6월 29일: 한국은행 인천본부와 협력 양해각서 체결
- 2011년 7월 18일: 한국보건사회연구원과 학술·연구 교류협력 협략 체결
- 2011년 9월 1일: 일본 아시아여성교류·연구포럼과 교류협력 협정 체결
- 2011년 12월 16일: 중국 베이징공업대학교 건축도시계획대학과 학술교류 및 연구협력 협정 체결
- 2012년 6월 15일: 중국 옌볜대학교 민족연구원과 학술교류 및 연구협력 협정 체결
- 2012년 7월 18일: 한국여성정책연구원과 연구교류 및 협력 협약 체결
- 2012년 10월 25일: 인천광역시의회와 업무협약 체결
- 2012년 11월 14일: 한국교통연구원, 서울연구원, 경기개발연구원 등과 연구교류 및 협력 협약 체결
- 2012년 12월 13일: 인천대학교와 학술교류 및 연구협력 협정 체결
- 2012년 12월 20일: 일본 일반재단법인 일본총합연구소와 연구교류 협정 체결
- 2013년 2월 28일: 인천항발전협의회와 연구교류 및 협력 양해각서 체결
- 2013년 8월 13일: 중부고용노동청과 중소기업 인력 미스매치 해소를 위한 업무협력 및 지원 협약 체결
- 2013년 8월 30일: 인천광역시, 인천경제자유구역청, 인천지방해양항만청, 인천항만공사, 인천항발전협의회 등과 인천항발전정책협의회 협정 체결
- 2013년 11월 22일: 한국지방세연구원과 연구교류협력 협약 체결
- 2013년 11월 25일: 인천광역시, 인천테크노파크, 인하대학교, 인천국제공항공사 등과 인천항공산업육성 공동협력 양해각서 체결
- 2013년 12월 19일: 경기씨그랜트센터와 인천지역 해양현안 발굴 및 해결을 위한 양해각서 체결
- 2013년 12월 24일: 제13대 이갑영 원장 취임
- 2014년 6월 20일: 중국 랴오닝사회과학원과 국제협력 협정 체결
- 2014년 11월 27일: 경인지방통계청, 서울연구원, 경기개발연구원 등과 통계업무 협력 협약 체결
- 2015년 1월 2일: 제14대 남기명 원장 취임
- 2015년 7월 22일: 인천창조경제혁신센터와 "중국 진출 원스톱 서비스 제공"을 위한 업무협약 체결
- 2015년 10월 5일: 중국 톈진사회과학원과 “동아시아 문호도시 정책포럼” 공동주최를 위한 업무 협약 체결
- 2015년 12월 3일: 전국시도연구원협의회장 남기명 원장 선출
- 2016년 9월 6일: 인천도시공사와 업무협력 협약 체결
- 2016년 9월 27일: 부평구와 정책협력 업무협약 체결
- 2016년 11월 10일: 전국시도연구원협의회-국회예산정책처 간의 지역균형발전과 지속가능한 재정을 위한 업무협약 체결
- 2016년 11월 17일: 남구와 정책협력 업무협약 체결
- 2016년 12월 15일: 중구와 정책협력 업무협약 체결
- 2017년 1월 9일: 강화군과 정책협력 업무협약 체결
- 2017년 9월 1일: 제15대 이종열 원장 취임
- 2017년 9월 19일: 한국환경정책 평가연구원과 상호 협력 협약 체결
- 2017년 10월 16일: 전국시도연구원협의회-지역발전위원회 간의 업무협약 체결
- 2018년 4월 23일: 인천발전연구원에서 인천연구원으로 명칭변경
- 2018년 10월 17일: 제16대 이용식 원장 취임

## 조직
인천연구원 조직도  보관됨 2018-10-15 - 웨이백 머신

## 인천연구원 CI
“사람을 중심으로 연구하는 인천연구원”
인천연구원 워드마크는 국문 ‘인천연구원’의 초성인 ‘ㅇ’과‘ㅊ’과‘ㅇ’을 하나로 연결한 디자인으로 인천의 ‘ㅊ’을 사람 형상으로 표현하여 사람이 중심이 되는 인천연구원의 핵심가치를 표현하였다. 오픈형 유닛들이 유기적으로 이어지고 연결되는 구조적인 형태를 통해 변화에 능동적으로 대응하고, 시민과 소통하며, 열린 마음으로 미래를 향해 뻗어나가는 인천연구원의 무한한 가능성을 상징적으로 나타낸다.

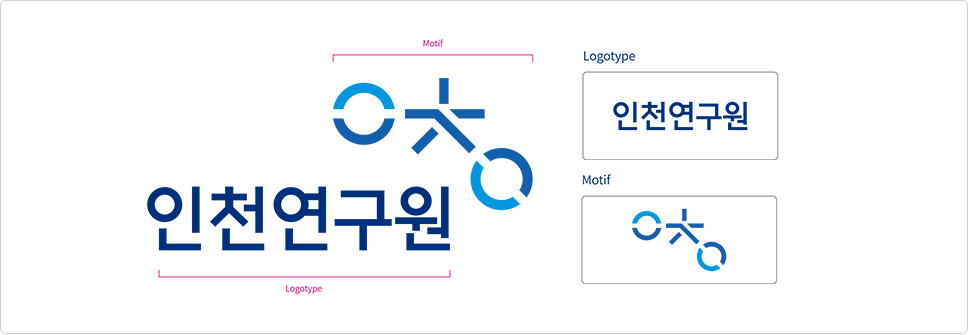
인천연구원 CI

인천연구원 CI 다운로드  보관됨 2018-10-15 - 웨이백 머신